# James Smith (inventeur)
Pour les articles homonymes, voir James Smith et Smith.
James Smith (3 janvier 1789, Glasgow – 10 juin 1850, Kingencleuch près de Mauchline, age 61) était un inventeur écossais, dont les inventions comprennent une moissonneuse, une charrue et une première chaîne sans fin de plats pour carder. 

## Biographie
Le père de James, un homme d'affaires autoproclamé de Glasgow, est décédé lorsque James avait deux mois. Sa mère est allée vivre chez son frère, ami et élève de Richard Arkwright, et associé directeur de la filature coton à Deanston. Smith a fréquenté l'université de Glasgow avant d'entrer dans l'usine de son oncle et de devenir responsable à 18 ans. A 24 ans, son invention de la moissonneuse-batteuse lui a valu une médaille de l'Imperial Agricultural Society à Saint-Pétersbourg. En 1823, Smith entra en possession de la ferme de son oncle et entreprit de drainer systématiquement le sol et de le travailler avec une charrue de sous-sol. En 1831, il publia ses recommandations agricoles sous la forme d'une petite brochure intitulée Thorough Draining and Deep Working, qui attira l'attention lors de la crise agricole de 1834.
Smith introduisit également des innovations mécaniques dans la filature: en 1834, il améliora la carte d'auto-agrafage d'Archibald Buchanan en déposant un brevet (brevet britannique n ° 6560) permettant de fixer les cartes à plat sur une chaîne sans fin, leur permettant d'être nettoyées régulièrement.
Smith a été nommé par Robert Peel à la Commission pour l'assainissement et la santé des villes manufacturières, ce qui a conduit à la loi de 1848 sur la santé publique: Smith pressa pour rendre le lisier utile à l'agriculture. Smith était également un membre actif de la Royal Agricultural Improvement Society of Ireland, et un membre de la Glasgow Philosophical Society, contribuant à la rédaction de documents relatifs à leurs transactions.